# Merla capnegra
La merla capnegra (Turdus olivater) és un ocell de la família dels túrdids (Turdidae).

## Hàbitat i distribució
Habita boscos i jungles al vessant occidental dels Andes, al sud de Colòmbia i pel vessant oriental, al nord-est de Colòmbia, oest, nord i sud de Veneçuela, nord-oest de Guyana, Surinam i l'extrem nord-oest del Brasil.